# Sälgrund, Kaskö
Sälgrund är en långsmal ö i Kaskö i Österbotten. Sälgrund ligger vid södra inloppet till Kaskö hamn, cirka 3 kilometer söder om Kaskö centrum. Fyren från 1875 är ett landmärke och en viktig symbol för Kaskö stad och dess sjöfartstraditioner. Ön är ett omtyckt turistmål och nås enklast från Kaskö fiskehamn varifrån avståndet till Sälgrunds hamn är en kilometer.
Öns area är 1,43 kvadratkilometer och dess största längd är 3,6 kilometer i nord-sydlig riktning.
På Sälgrunds södra udde finns en fyr från 1875 ritad av Hampus Dalström, den var Finlands första petroleumdrivna fyr. Redan i början av 1700-talet restes här ett sjömärke och lotsning skedde utgående från ön. En lotsstuga i två våningar blev färdig 1921 och ersatte en enklare stuga som byggts 1850. Efter att fyren automatiserades 1967 uppläts fyrvaktarhuset till lotsverksamheten och lotsstugan revs.